# Coupe de l'Espérance de rugby à XV 1916-1917
Navigation
Coupe de l'Espérance 1915-1916 Coupe de l'Espérance 1917-1918
L'édition 1916-1917 de la coupe de l'Espérance est la 2e édition de la Coupe de l'Espérance et est remportée par le Stade nantais.

## Matchs joués

### Poule Province
| 18 mars 1917 | RC Toulon | - | Rugby club Lancynois | Avignon |
| 18 mars 1917 |           |   |                      | Avignon |
| 18 mars 1917 |           |   |                      | Avignon |

| 18 mars 1917 | Compound Club P.O. | 3 - 0 | Association sportive de Limoges | Périgueux |
| 18 mars 1917 |                    |       |                                 | Périgueux |
| 18 mars 1917 |                    |       |                                 | Périgueux |

| 18 mars 1917 | SAR Rugby Rochefort | 0 - 6 | Stade nantais | La Rochelle |
| 18 mars 1917 |                     |       |               | La Rochelle |
| 18 mars 1917 |                     |       |               | La Rochelle |

| 18 mars 1917 | Racing Club chalonnais | Forfait | Amicale des Charpennes | Chalon |
| 18 mars 1917 |                        |         |                        | Chalon |
| 18 mars 1917 |                        |         |                        | Chalon |

| 18 mars 1917 | CO Tarbais | Forfait | Côte basque |  |
| 18 mars 1917 |            |         |             |  |
| 18 mars 1917 |            |         |             |  |

| 18 mars 1917 | Stade français | Forfait | Association sportive Michelin | Paris |
| 18 mars 1917 |                |         |                               | Paris |
| 18 mars 1917 |                |         |                               | Paris |

### Poule Paris
| 18 mars 1917 | Racing CF | 6 - 45 | Sporting club de France | Colombes |
| 18 mars 1917 |           |        |                         | Colombes |
| 18 mars 1917 |           |        |                         | Colombes |

| 18 mars 1917 | CAS Générale | 35 - 0 | A.S. Française | Robinson |
| 18 mars 1917 |              |        |                | Robinson |
| 18 mars 1917 |              |        |                | Robinson |

### Quarts de finale
| 1er avril 1917 | Stade nantais | 3 - 0 | Stade français | Nantes |
| 1er avril 1917 |               |       |                | Nantes |
| 1er avril 1917 |               |       |                | Nantes |

| 1er avril 1917 | Racing Club chalonnais | 6 - 3 | Rugby club Lancynois | Lyon |
| 1er avril 1917 |                        |       |                      | Lyon |
| 1er avril 1917 |                        |       |                      | Lyon |

| 1er avril 1917 | Stade toulousain | 6 - 0 | Stade olympien perpignanais | Perpignan |
| 1er avril 1917 |                  |       |                             | Perpignan |
| 1er avril 1917 |                  |       |                             | Perpignan |

| 1er avril 1917 | CO Tarbais | 27 - 0 | Compound Club P.O. | Bordeaux |
| 1er avril 1917 |            |        |                    | Bordeaux |
| 1er avril 1917 |            |        |                    | Bordeaux |

### Demi-finales
| 15 avril 1917 | Stade nantais | 6 - 0 | Racing Club chalonnais | Paris |
| 15 avril 1917 |               |       |                        | Paris |
| 15 avril 1917 |               |       |                        | Paris |

| 22 avril 1917 | Stade toulousain | 6 - 4 | CO Tarbais | Toulouse |
| 22 avril 1917 |                  |       |            | Toulouse |
| 22 avril 1917 |                  |       |            | Toulouse |

## Finale
| 29 avril 1917 | Stade nantais                                | 8 - 3, | Stade toulousain   | Stade Sainte-Germaine Le Bouscat Arbitre : M. Magnanou |
| 29 avril 1917 | Essai(s) : 2 essais Pénalité(s) : 1 pénalité |        | Essai(s) : 1 essai | Stade Sainte-Germaine Le Bouscat Arbitre : M. Magnanou |
| 29 avril 1917 |                                              |        |                    | Stade Sainte-Germaine Le Bouscat Arbitre : M. Magnanou |

| Stade nantais Titulaires Capillon 15 Martineau 14 Brizay 13 Foucher 12 Pierre 11 Lucas 10 Roy 9 Steff 8 Durand 7 Orsini 6 Launey 5 Lagisquet 4 Thil 3 Lemaître 2 Guillet 1 |  |  |  | Stade toulousain Titulaires 15 Chilo 14 Cambon 13 Lacassagne 12 Basquiat 11 Maury 10 Gay 9 Pasquier 8 Peyret 7 Larrieu 6 Soube 5 Valès 4 Ramondou 3 M. Bernon 2 Pascarel 1 J. Bernon |